# John Kricfalusi
Michael John Kricfalusi, conhecido por John Kricfalusi ou John K. (Chicoutimi, 9 de Setembro de 1955) é um animador, empresário, freelancer e blogueiro canadense. Notabilizou-se nos anos 90 pela criação da controversa série de animação infantil da Nickelodeon The Ren & Stimpy Show, que gerou altas controvérsias e conflitos no Canadá e nos Estados Unidos pelo seu excessivo humor negro. 

## Trabalhos principais
Ele é o criador das séries animadas Ren and Stimpy e The Ripping Friends e de The Goddamn George Liquor Program, a primeira série animada feita com o Macromedia Flash, além de ser o fundador do estúdio de animação Spümcø. Kricfalusi em várias ocasiões foi creditado como Raymond Spum. Ele é notado pela seu requintado estilo de desenho, seu extenso conhecimento sobre a forma de arte e seu uso de humor escatológico. Por muitos anos, Kricfalusi (se pronuncia /Kris-Fá-Lú-Si/).  

## Infância e juventude
Filho de pais conservadores, Michael John Kricfalusi nasceu em 9 de setembro de 1955, em Chicoutimi, Quebec, Canadá, pai de descendência ucraniana e mãe de descendência escocesa e inglesa. Ele passou sua infância na Alemanha e na Bélgica enquanto seu pai estava servindo na Força Aérea Real Canadense. Ele assistia a exibições de final de semana de desenhos de longas-metragens europeus, como The Snow Queen, nos cinemas da Força Aérea. Aos 7 anos, ele voltou com sua família para o Canadá. Após seu retorno, eles se mudaram de Montreal para Ottawa no meio de uma temporada escolar, e Kricfalusi passou grande parte do tempo naquele ano em casa, assistindo desenhos animados de Hanna-Barbera e Mr. Magoo, e desenhando-os. O interesse de Kricfalusi pela animação da era de ouro se cristalizou durante a sua formação no Sheridan College, onde assistia a exibições semanais de filmes e desenhos animados antigos no Innis College, realizados pelo arquivista Reg Hartt, entre eles os desenhos de Bob Clampett e Tex Avery , que deixaram um profundo impressão em Kricfalusi, sendo que um curta de Looney Tunes intitulado The great piggy bank robbery de 1946 foi o que inspirou o seu estilo de animação. Depois que ele foi expulso do Sheridan College no final de 1978, Kricfalusi se mudou para Los Angeles, Califórnia, com a intenção de se tornar um animador.

## Carreira

### Filmation e Hanna-Barbera (1981 - 1986)
Depois de se mudar para Los Angeles, Kricfalusi foi apresentado a Milt Gray por Bob Clampett, sugerindo que ele deveria participar da aula de animação clássica de Gray. Gray estava trabalhando para a Filmation na época, e logo Kricfalusi também trabalhou lá, começando sua carreira em programas como Super Friends e The Tom and Jerry Comedy Show. Seu primeiro desenho animado independente foi um curta chamado Ted Bakes One, que ele produziu com Bill Wray em 1981 para um canal a cabo.
Trabalhou em desenhos animados de estúdios pequenos (o melhor de seus trabalhos nessa época, na opinião de Kricfalusi, foi o revival de Os Jetsons), antes de ter sido 'salvo' por volta do ano de 1985 pelo diretor Ralph Bakshi (com que Kricfalusi havia trabalhado durante dois breves períodos em 1981 e em 1983). Kricfalusi e Bakshi tentaram fazer um filme chamado Bobby's Girl, mas o projeto foi recusado pela Tristar. O primeiro trabalho finalizado de Kricfalusi foi a animação para o vídeo-clipe dos Rolling Stones Harlem Shuffle, de 1986. . O projeto mais famoso de Kricfalusi enquanto trabalhava para Bakshi foi a série animada Mighty Mouse: The New Adventures, um revival do personagem Super Mouse da Terrytoons. Apesar de ter tido pouca longevidade, a série foi bastante influente, apresentando uma interpretação totalmente nova do personagem, contendo um humor mais bizarro. A série foi exibida pela CBS, mas após duas temporadas ela foi cancelada. John K. também trabalhou em outra série animada na mesma época, Galaxy High, desenvolvendo os visuais de alguns personagens.

### Spümcø: A Era-Nickelodeon (1988 - 1992)
Ao lado do colega Jim Smith, fundou seu estúdio, Spümcø, criando a controvesa série animada Ren & Stimpy. A série foi vendida para a Nickelodeon em 1988.  

#### Saída da Nickelodeon (1992)
O sucesso inicial de The Ren & Stimpy Show e os números elevados nas audiências do programa reafirmaram a personalidade desprezível de Kricfalusi. As dificuldades em trabalhar com o próprio, os problemas de cumprimento de prazos da Spümcø, os maus tratos a funcionários e as piadas perturbadoras no show preocuparam os envolvidos da Nickelodeon. "Francamente, John estava fora de controle", admitiu Vanessa Coffey, produtora execuitva dos programas da Nick. 
Durante a segunda temporada, a Nickelodeon perturbou a Spümcø não permitindo que Kricfalusi em algumas ocasiões desse voz a Ren ou assumisse algumas funções e a má conduta e o comportamento bruto dele fez com que vários funcionários se demitissem. Após a rejeição de "Man's Best Friend" e o adiamento de novas produções, as intrigas entre a Spümcø e a Nickelodeon tornaram-se tensas, levando até John Kricfalusi a ofender Vanessa Coffey ao telefone com arrogância e linguagem imprópria, recusando-se a comprometer com o avanço do show. Vários artista da Spümcø também estavam insatisfeitos e vários deles demitiram-se do estúdio fundado por Kricfalusi. 
Quando finalmente conseguiram montar a Games Animations e ofereceram a Bob Camp a oportunidade de assumir totalmente a direção do show, a Nickelodeon ofereceu para ele o lugar de Kricfalusi, com um aumento no salário.  Em setembro de 1992, a Nickelodeon estava frustrada e cansada da presença de John Kricfalusi no show, e embora não tenha sido uma decisão com a benção do próprio Kricfalusi, Vanessa Coffey, já zangada com ele por outros motivos para além dos problemas com a produção demitiu-o juntamente com uma equipa de executivos. A Nickelodeon afirmou à imprensa naquela época que "Ele violou o contrato por não entregar a tempo, perturbar o conteúdo e ultrapassar o orçamento". Tanto Vanessa Coffey como o próprio John Kricfalusi expressaram alívio pelo fim da parceria. 

### Retorno à Hanna-Barbera (1993 - 1995)
Algum tempo depois da sua demissão em The Ren & Stimpy Show, John Kricfalusi retornou à Hanna-Barbera em 1993 a convite de Fred Seibert, que se tornou no presidente da Hanna-Barbera após a compra do estúdio por Ted Turner. Naquela época, a Hanna-Barbera estava muito endividada, correndo o risco de ser encerrada. Seibert ofereceu a Kricfalusi a oportunidade de trabalhar em Dois Cachorros Bobos como consultor. Enquanto a série estava em produção, os dois passaram horas a conversar sobre desenhos animados da era de ouro de animação, como parte de uma operação de salvar a empresa. Essa conversa aprofundou os conhecimentos a Seibert sobre o formato de curtas-metragens para cinema e ajudou a estabelecer uma boa relação com Kricfalusi.
Dois Cachorros Bobos foi cancelado em 1995 com duas temporadas. Embora tenha sido mal sucessido, obteu um saldo positivo para o estúdio. No ano seguinte, The Ren & Stimpy Show também seria cancelado pela Nickelodeon após cinco temporadas. 

### Spümcø: A Era Pós-Nickelodeon (1996 - 2005)
Em 1996, John Kricfalusi criou a primeira série animada para Internet feita em Macromedia Flash, The Goddamn George Liquor Program. Em 2000, deu início à uma segunda série no mesmo formato, Weekend Pussy Hunt. 
Desde então, Kricfalusi trabalhou em vários projetos, incluindo animações para internet, vídeo-clipes para Björk e Tenacious D, alguns curtas-metragem com personagens da Hanna-Barbera, como Zé Colméia e Jetsons.

Em 2001, John K. lançou uma série animada de pouca longevidade para a Fox Kids, The Ripping Friends. Não obteve o mesmo sucesso que Ren & Stimpy Show, no entanto, o desenho esteve no ar por três. Nele, foram recuperados alguns personagens de outros projetos, como "Jimmy the idiot boy". A diferença que existia entre Ren & Stimpy era que também se destacava pela ação.

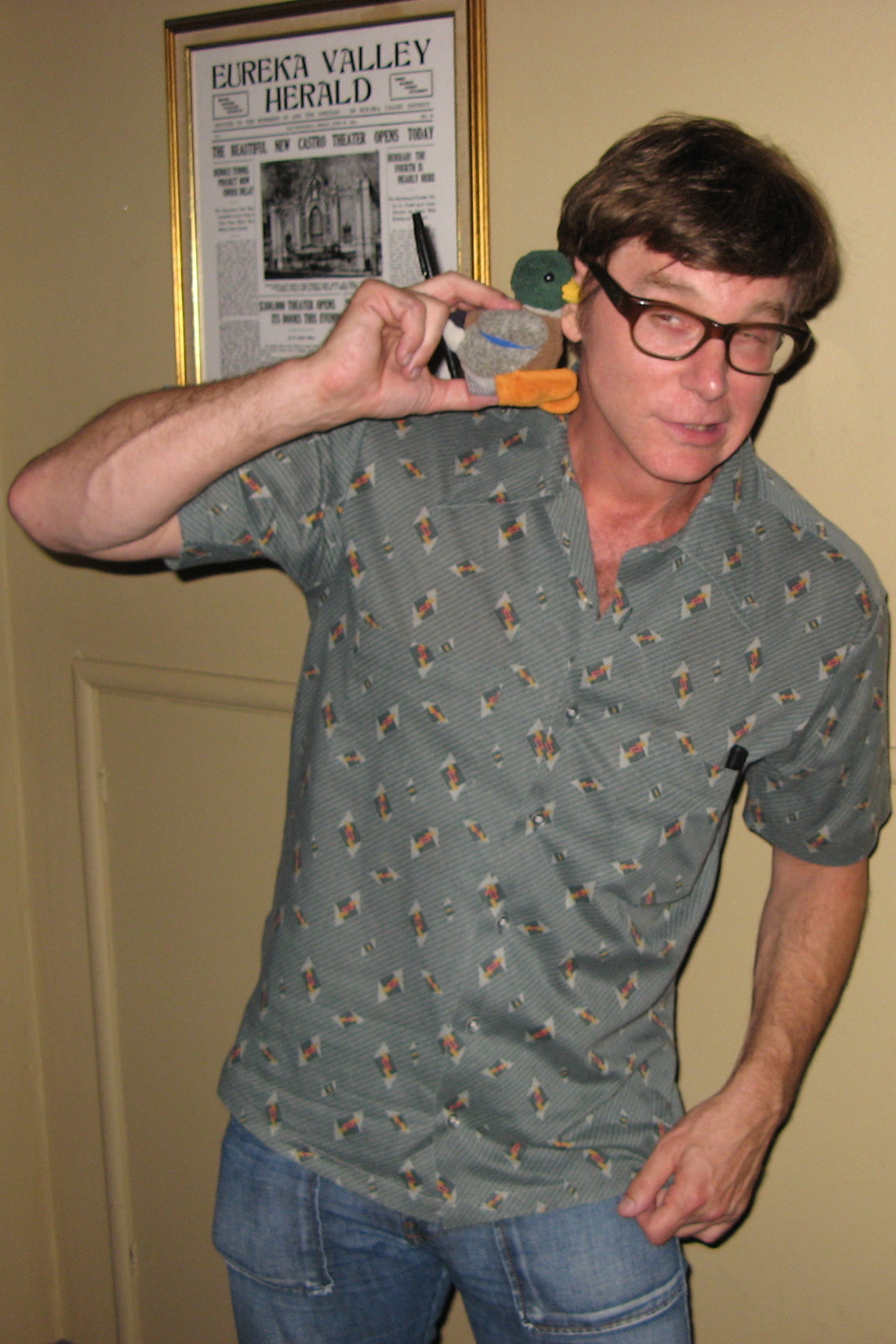
Kricfalusi no Castro Theatre em Julho de 2006

Em 2003, ele escreveu, dirigiu e atuou em novos episódios de Ren & Stimpy Adult Party Cartoon para a Spike TV, canal que lhe permitiu uma liberdade artistítca muito maior, permitindo-lhe usar temas mais adultos e bizarros, incluindo uma polêmica alusão à sexo anal entre os dois personagens. No entanto, dos seis episódios produzidos, apenas três foram exibidos, e o programa foi cancelado.                                                                                      

### Kickstarter (2012 - 2019)
Em 2019, John K. lançou no seu canal do YouTube "Cans without labels", um curto filme de animação de George Liquor, financiado pela Kickstarter. O projeto começou em 2012. Mas anos depois, em 2019, foi finalmente lançado. O projeto é viral nas redes sociais, mas foi criticado de forma negativa pelos fãs pela exagerada simplicidade e humor bizarro.   

### Outros trabalhos (2006 - 2020)
Devido ao seu profundo conhecimento sobre aspectos técnicos e históricos de desenhos animados clássicos, Kricfalusi foi convidado para fazer comentários em áudio para os volumes 2 e 3 da série de compilações de curtas-metragem animados clássicos da Warner Bros., Looney Tunes Golden Collection, além de conceder entrevistas encontradas entre os extras dos DVDs.
Em 13 de Fevereiro de 2006, Kricfalusi deu início ao seu blog, All kinds of stuff. Seu blog é conhecido pelo vasto número de informações a respeito da história da animação, dicas técnicas para animadores iniciantes e critícas à séries animadas modernas.
Em Setembro de 2006, seu vídeo-clipe animado para Close But No Cigar, de "Weird Al" Yankovic, foi incluído no lado DVD da versão DualDisc do álbum Straight Outta Lynwood. Ele também fez uma parodia em animação do logo da THX para o filme do Tenacius D, Tenacious D in: The Pick of Destiny, e um vídeo-clipe para a música Classico. Fez animação em flash para a Raketu, um serviço de mensagens instantâneas on-line. Também em 2006, ele dirigiu um segmento de Class of 3000 chamado Life Without Music.
Em 2020, John Kricfalusi também desenhou e animou a abertura do filme Utopia Means Nowhere (lançado a 21 de novembro de 2020) sendo este o seu último trabalho antes da aposentadoria.

## Alegações de abuso sexual
Aos 62 anos de idade, as animadoras Robyn Byrd e Katie Rice alegaram em um relatório do BuzzFeed em 29 de março de 2018, que Kricfalusi assediava sexualmente, cuidava delas e as abusou sexualmente enquanto eram menores de idade. Byrd disse que ela estava em um relacionamento sexual com Kricfalusi em 1997, aos 16 anos, e voou para a Califórnia para viver com ele que ela era 17. Rice disse que Kricfalusi flertou com ela e fez comentários sexuais explícitos em relação a ela desde que ela tinha 14 anos, e foi sexualmente assediado por ele quando ela completou 18 anos e começou a trabalhar em seu estúdio de animação, Spümcø. Documentos que eles salvaram daqueles anos, e várias pessoas que trabalharam com Kricfalusi se referiram ao seu assédio sexual como um segredo aberto na indústria da animação. Kricfalusi também foi acusado de ter pornografia infantil em seu computador. O advogado de Kricfalusi confirmou que "por um breve tempo, há 25 anos, ele tinha uma namorada de 16 anos de idade', mas negou que de Kricfalusi" perseguiu ou assediou sexualmente Rice ou que havia possuído pornografia infantil. Depois desta acusação, ele foi também retirado do quadro dos criadores da Nickdelodeon. Kricfalusi publicou nas redes sociais um pedido de desculpas às mulheres e seus fãs por seu comportamento (segundo ele, foi motivado por transtorno bipolar não diagnosticado e Transtorno do déficit de atenção e hiperatividade, além de "controle inadequado dos impulsos") que foi criticada como uma não desculpa e tentativa de desviar a culpa.